# Brossa Espai Escènic

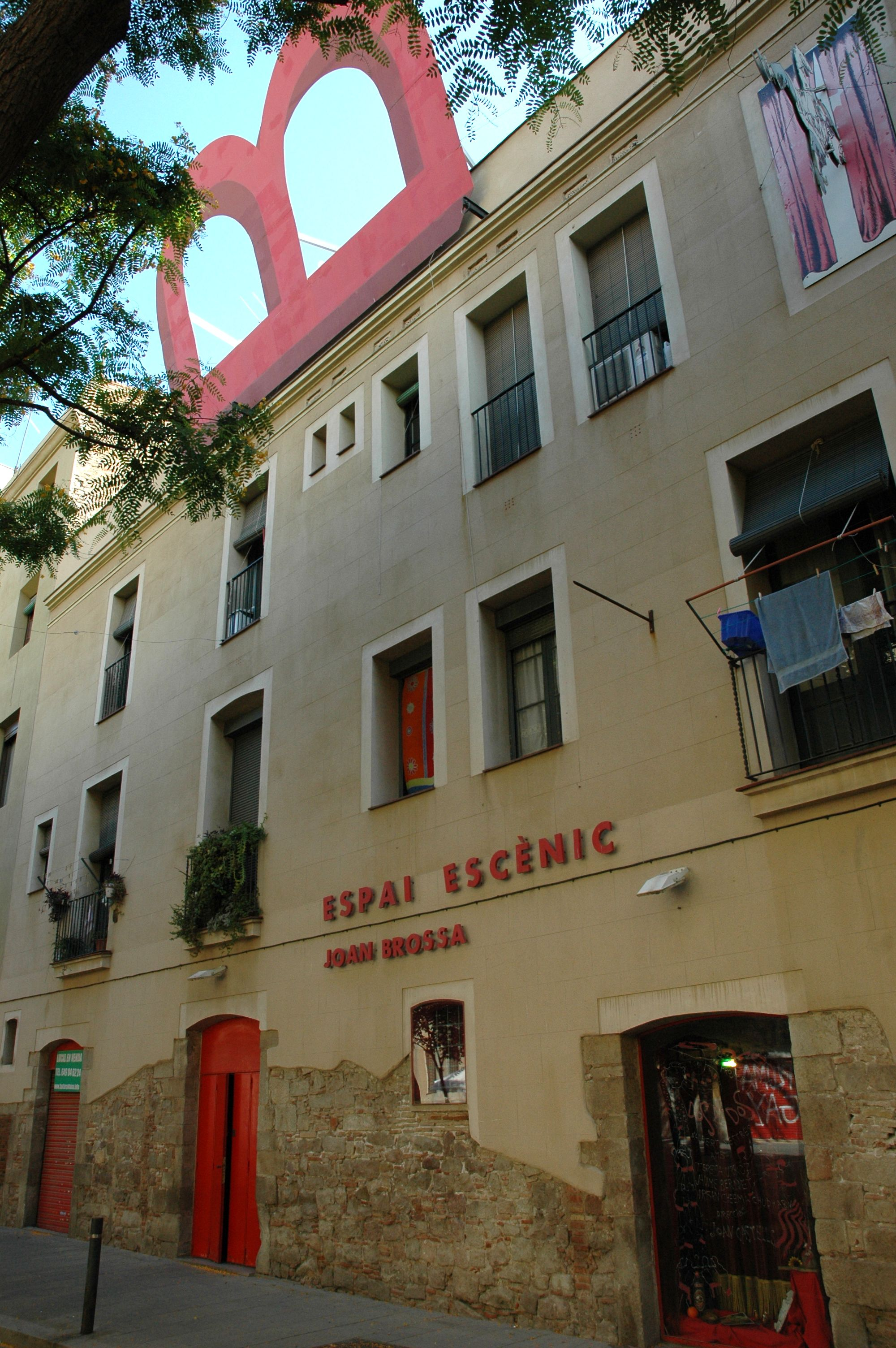
Brossa Espai Escènic

El Brossa Espai Escènic es un espacio teatral de Barcelona que abrió las puertas en el mes de diciembre de 1997. El pequeño teatro está vinculado estrechamente con el entorno del universo escénico y poético de Joan Brossa y de todas aquellas actividades, teatrales y parateatrales, que responden a los principios básicos de las vanguardias históricas y de la creación contemporánea. Sus fundadores y codirectores son el actor y director de escena Hermann Bonnín y el mago Hausson.
Tiene una capacidad para unos 60 espectadores y se encuentra ubicado en la calle de Allada Vermell, en pleno casco antiguo de Barcelona. Ocupa el mismo espacio que dejó el Teatro Tantarantana cuando éste se trasladó en 1996 a la calle de las Flores -núm. 22-, donde se encuentra actualmente.
Aunque por dimensiones y por trayectoria es una sala alternativa, la coherencia de su programación y la alta calidad de sus espectáculos le han situado en nivel absolutamente profesional. Dispone de una sociedad de amigos que lo apoyan y de una Escuela del Espectador, al tiempo que se convierte en un irradiador de cultura en su barrio gracias a múltiples actividades al margen del teatro estricto.